# USS Baltimore (1861)
USS Baltimore was een raderstoomschip in de Amerikaanse marine en het derde schip dat is vernoemd naar de stad Baltimore in de Amerikaanse staat Maryland. De Baltimore werd gebouwd in 1848 te Philadelphia, Pennsylvania. Het schip werd echter veroverd toen het op de rivier de Potomac was, tussen Aquila Creek en Washington D.C., door het Noordelijke Unieleger op 21 april 1861, en werd het toegevoegd aan het Navy Department. Het schip werd in april 1861 in dienst gesteld onder luitenant J. H. Russel. Het Noordelijke Unieleger gebruikte de Baltimore als kanonneerboot en als bevoorradings- en overzetschip. Na een korte dienst tijdens de Amerikaanse Burgeroorlog werd het schip op 22 mei 1865 uit dienst gesteld en op 24 juni 1865 verkocht te Washington D.C..

## De Baltimore tijdens de Amerikaanse Burgeroorlog
Tijdens de Amerikaanse Burgeroorlog werd de USS Baltimore ingezet als militair bevoorradingsschip tussen Washington Navy Yard en de nabijgelegen munitiedepots. Het schip werd ook gebruikt als overzetboot voor de Unielegertroepen die de Potomac moesten oversteken. Het schip werd ingedeeld als verzendings- en bevoorradingsschip bij het Noord-Atlantische Blokkade Eskader.
Op 9 mei 1862 vervoerde de Baltimore President Abraham Lincoln en de ministers Edwin Stanton en Salmon Chase, vanuit Fort Monroe naar Norfolk, Virginia, in een poging om dichterbij te varen, nabij het vernielde Conferale ironclad Virginia om het pantserschip nader te bekijken. Dit Zuidelijke Confederatiepantserschip CSS Virginia vocht tegen het Noordelijke Uniepantserschip Monitor in een gelijke evenwaardige en uiteindelijke onbesliste strijd, de eerste zeeslag met pantserschepen in het Gevecht om Hampton Roads, op 9 maart 1862.